# Геракл и гидра (картина дель Поллайоло)
«Геракл и гидра», или «Геркулес и гидра» (итал. Ercole e l'Idra), — картина итальянского живописца Антонио дель Поллайоло, представителя флорентийской школы. Как и другое произведение дель Поллайоло — «Геракл и Антей» — представляет собой деревянную дощечку с нанесённым на неё яичной темперой изображением. Обе картины в настоящее время хранятся в коллекции Галереи Уффици во Флоренции.